# Un hilo invisible
A Invisible Thread es el vigésimo quinto episodio de la tercera temporada de la serie de televisión estadounidense, Héroes.

## Trama
Danko impresionado al ver que Sylar se reincorpora aún apuñalado en la cabeza, rápidamente le explica a Danko que gracias a su habilidad de metamorfo, ha podido cambiar su punto débil a cualquier otra parte de su cuerpo, acto seguido ataca a Danko, toma la forma de este y asesina a unos agentes, Sylar le dice a Danko que piensa convertirse en el presidente de los Estados Unidos, los agentes testigos del asesinato de sus compañeros vienen a arrestar a Danko, mientras Sylar toma la forma del agente Taub, y ayuda a arrestar a Danko.
Mientras Noah (antes de ser atrapado por los agentes), se separa de Angela y Claire en un determinado lugar, Noah es atrapado por los agentes y Angela junto con Claire se dirigen a Washington, pero en el camino Angela le dice a Claire que debe encontrar a Matt Parkman el único que podrá salvar a Nathan de un futuro catástrofe.
Claire entonces se dirige, al cuarto de Nathan en donde Sylar con la forma de Nathan, arrastra el cuerpo del verdadero Nathan al baño, pero antes de que pueda cerrar la puerta es alcanzado por Claire quien expone sus dudas de estar interactuando con el verdadero Nathan, sin embargo Sylar usa su habilidad de la clarividencia histórica, para decirle todos los numerosos sucesos que Claire experimento con Nathan en México, convenciendo a Claire de que se trata del verdadero Nathan, Claire acompañada de “Nathan” se dirigen a la suite del presidente.
Hiro y Ando comienza a debatir los extraños padecimientos de Hiro al usar su habilidad, sin embargo Hiro intenta persuadir a Ando de que está bien y ambos intentan entrar al edificio 26. 
Danko es encerrado en una celda junto con su compañero de prisión Noah, momentos después Danko admite haber cometido error al involucrar a Sylar en el edificio 26, Noah lo apacigua y le sugiere hacer un pacto para derrocar a Sylar, pero antes de que puedan estrechar sus manos el tiempo se detiene, y acto seguido Hiro y Ando accidentalmente entran en la celda, aunque no se muestran interesados y dejan la puerta abierta, Hiro junto a Ando remueven todos los prisioneros en las camillas, sustituyéndolos con los empleados del edificio 26, Hiro restaura el tiempo y comienza a sangrar por la oreja, lo que ocasiona que Ando recurra a la ayuda de Mohinder Suresh (quien se encontraba como uno de los prisioneros), luego de examinar a Hiro, Mohinder les advierte al par, que si Hiro detiene el tiempo otra vez morirá.
Noah y Danko escapan de su celda e inmediatamente se dan cuenta de la situación en el edificio 26, Noah sospecha que se trata de Hiro y le pregunta a Danko si ya tiene un plan, Danko le enseña a Noah un sedante que tranquilizaría hasta un elefante, pero cuando Noah se descuida Danko intenta sedarlo, el sedante en la mano de Danko desaparece, y Hiro aparece detrás de Danko clavándole el sedante en el cuello,  las pupilas de Hiro se dilatan y colapsa.
Claire y “Nathan” han llegado a la suite del presidente en donde Claire recibe una llamada de Noah, Noah le pregunta a Claire si el Nathan con quien esta es el verdadero, Claire silencia a una Claire paralizada telequinéticamente, mientras Sylar le expone a Noah con quien habla. Más tarde Sylar obliga a Claire telequinéticamente a servirle vino, mientras le confiesa que su destino es estar juntos debido a sus habilidades regenerativas.
Peter encuentra a Nathan y juntos se dirigen inmediatamente a la suite del hotel, durante el progreso el par debe convencer a la seguridad de dejarlos pasar, hecho que Nathan logra exponiendo su habilidad para volar, Peter y Nathan llegan a la suite, en donde Sylar los espera recargando sus manos con electricidad, el trío comienza una dura pelea, resultando en la muerte de Nathan y en un malherido Peter incapaz de volar.
Sylar con la forma de Nathan empieza una persecución por el presidente cambiando constantemente de forma hasta convertirse en el jefe de gabinete del presidente, el presidente finalmente estrecha su mano con su jefe de gabinete, pero cuando esto sucede Sylar toma varias formas descontroladamente hasta convertirse en el mismo, el presidente sonríe y a continuación seda a Sylar revelando ser Peter.    
Angela quien logró encontrar a Matt y convencerlo de venir ayudarla, entran el hotel, solo para toparse con el cadáver de Nathan, Peter entra con inconsciente Sylar, luego se produce un serio debate en donde todos acuerdan que Nathan es el único que puede convencer al presidente de abortar la operación del gobierno, Noah y Angela entonces sugieren que usando los poderes telepáticos de Matt, combinados con la Clarividencia histórica y la habilidad metamórfica de Sylar podrían traer de regreso a Nathan y exterminar de una vez por todas a Sylar,  Matt en un principio se niega pero luego de ver que es la única manera de acabar con todo, borra todos los recuerdos de Sylar y le implanta los de Nathan, Sylar comienza retorcerse hasta que toma la forma de Nathan y cree ser el.
Al final del volumen 4 se ve una especie de crematorio al aire libre, en donde se encuentran: Peter, Angela, Mohinder, Noah, Claire, Ando, “Nathan” y un vivo Hiro, mientras contemplan el cadáver de Sylar (siendo James Martín en realidad) incinerándose.

## Volumen 5: Redención
Comienza seis semanas después tras la clausura del proyecto secreto del gobierno, Kent Harper un agente del edificio 26 entra en su apartamento solo para encontrar ahí una gran cantidad de agua que recorre todo su apartamento, acto seguido toma la forma de una desnuda y empapada Tracy Strauss quien acto seguido dice “contigo van cuatro”, mientras extiende su brazo y sonríe.
Mientras en una oficina “Nathan” lee un periódico, sobre cuatro misteriosos ahogamientos, mientras recibe la visita de Angela quien viene a ver como esta, sin embargo este ante la presencia de Angela arregla un reloj adelantado un minuto, Nathan se va y Angela observa el reloj en shock.
- Datos: Q4750108